# António Pereira Cardoso Mendes de Campos
António Pereira Cardoso Mendes de Campos ComC • ComNSC (16 de Novembro de 1846 - 17 de Fevereiro de 1919), 2.º Barão do Candal, foi um empresário agrícola e comercial português.

## Família
Filho de José Pereira Cardoso (24 de Julho de 1810 - 24 de Junho de 1895), Proprietário e Industrial, e de sua mulher Carlota Cândida Mendes de Campos (8 de Março de 1811 - 18 de Abril de 1862), sobrinha materna do 1.º Barão do Candal.

## Biografia
Foi grande e abastado Proprietário e Capitalista no Porto e no Rio de Janeiro, Comendador da Real Ordem Militar de Nosso Senhor Jesus Cristo e Comendador da Real Ordem Militar de Nossa Senhora da Conceição de Vila Viçosa em Portugal e Comendador da Imperial Ordem da Rosa no Brasil.
Foi-lhe concedido o título de 2.º Barão do Candal, em sua vida, por Decreto de 8 de Outubro de 1891 de D. Carlos I de Portugal. Usou o 2.º Barão do Candal o seguinte Brasão de Armas: esquartelado, o 1.º Pereira, o 2.º Cardoso, o 3.º Mendes e o 4.º de Campos; timbre: Pereira; Coroa de Barão.

## Casamento
Casou com Ana Alexandrina Barbosa Carneiro de Castro (15 de Novembro de 1851 - 3 de Maio de 1929), Senhora da Casa dos Cónegos, no Largo do Aljube, no Porto, filha de António Alexandrino Pereira de Castro, Senhor da Casa dos Cónegos, no Largo do Aljube, no Porto, Bacharel formado em Direito pela Faculdade de Direito da Universidade de Coimbra, Secretário da Câmara Municipal de Vila Nova de Gaia (filho primogénito do Senhor da Casa da Estalagem, em Vendas de Grijó), e de sua mulher Maria Isabel Monteiro Barbosa Carneiro, da Casa da Quinta de Moeiro, nos Carvalhos, sem geração.